# Vølvens forbandelse
Vølvens forbandelse er en dansk familiefilm fra 2008/2009. Filmen er instrueret af Mogens Hagedorn Christiansen, der også har været instruktør på noget af politiserien Anna Pihl.
Manuskriptet er skrevet af Ina Bruhn, der også var med til at skrive Jul i Valhal og Karla-serien.
Den er produceret af Cosmo Film.
Vølvens forbandelse fik blandede anmeldelser, men blev nomineret til en Robert for årets børne- og familiefilm.

## Plot
Valdemar og Sille bliver venner med Benedict, der påstår at han ikke kan dø, fordi Vølven har kastet en forbandelse over ham for mange hundrede år siden. Dengang hed han Jotan og var munk. De rejser tilbage i tiden for at hjælpe ham, hvor de møder flere historiske personer som bl.a. Harald Blåtand, Valdemar den Store og Erik Klipping.

## Medvirkende
- Valdemar: Jonas Wandschneider
- Sille: Clara Bahamondes
- Benedict/Jotan: Jacob Cedergren
- Vølven: Stine Stengade
- Louise (Valdemars fysiklærer): Puk Scharbau
- Mekaniker: Lars Hjortshøj
- Harald: Kim Bodnia
- Kong Valdemar: Cyron Melville
- Poppo: Søren Malling
- Erik Klipping: Claus Riis Østergaard
- Mor: Andrea Vagn Jensen
- Far: Frank Thiel

## Optagelser
Dele af filmen er blevet filmet på Middelaldercentret ved Nykøbing Falster i oktober 2008. Høvelte Kaserne nord for Birkerød er også brugt til optagelserne.

## Modtagelse
Både Ekstra Bladet, Politiken og Filmland gav kun to ud af seks mulige karakterpoint, Berlingske Tidende og Jyllands-Posten gav tre, mens Børsen og BT gav fire ud af seks muligt point. Politiken bragte ved premieren en oversigt over anmeldelserne under titlen "gå væk vølv Anmeldere slagter ny dansk børnefilm" dagen inden premieren, hvilket fik Rasmus Thorsen fra Cosmo Film til at skrive åbent brev til avisernes kulturredaktion, hvor han brokkede sig over denne praksis. Det fik Dagbladet Information til at anmelde filmen igen, efter de første gang havde at have kaldt filmen "alt andet end spændende". Ved anden anmeldelse konstaterede Christian Monggaard, at han stadig ikke syntes, at det var "nogen god film".

## Hæder
Vølvens Forbandelse blev nomineret til en Robert for årets børne- og familiefilm ved uddelingen i 2010.
 Den tabte dog til Superbror, der var instrueret af Birger Larsen..